# Zenerova dioda
Zenerova dioda neboli referenční dioda je polovodičová součástka s PN přechodem, která se v elektrických obvodech užívá především v zapojení ke stabilizaci napětí. Jméno nese po svém vynálezci, Clarenci Zenerovi.

## Funkce
Konstrukčně je Zenerova dioda určena k zapojení v závěrném (nepropustném) směru, k čemuž je přizpůsobena tím, že její průraz v tomto směru není destruktivní (snese opakovaný průraz v závěrném směru). V propustném směru se chová jako klasická usměrňovací dioda. Ve skutečnosti je rozdíl mezi Zenerovou a běžnou diodou pouze ve velikosti průrazného napětí. Ani u běžné diody totiž není průraz destruktivní, je-li proud omezen vnějším obvodem, což ale platí i pro Zenerovu diodu.
Zenerova dioda může mít různé schematické značky:
|  |  |  |
|  |  |  |

Jednoduchý stabilizátor se Zenerovou diodou

Zenerovy diody se dělí na dva základní druhy:
- Napěťově referenční diody
- Napěťově regulační diody

Dioda se používá převážně v stabilizovaných  napěťových zdrojů, jako koncová, výstupní část. Slouží k tomu, aby při velké změně velikosti odebíraného proudu napětí nekolísalo vůbec, nebo jen velmi málo. Může být také součástí ochranných obvodů, kde omezuje napěťové špičky.
Využívá se toho, že na ní vzniká výrobou přesně definovaný úbytek napětí s minimální změnou v závislosti na odebíraném proudu. Toto referenční napětí může pak sloužit k řízení dalších regulačních obvodů, např. pro zdroje s vyšším proudovým odběrem je Zenerova dioda použita pro vytvoření referenčního (požadovaného) napětí, výkonovým stabilizačním prvkem je např. tranzistor, zapojený jako emitorový sledovač. 
Zenerova dioda se vždy využívá v závěrném režimu či zpětném, tzn. že funkční je tehdy, je-li na katodě kladné napětí a na anodě záporné napětí.